# Перенара, Ти Джей
Томас Теканапу Раваката (Ти Джей) Перенара (род. 23 января 1992, Порируа, Новая Зеландия) - новозеландский регбист, игрок японского клуба «НТТ ДоКоМо Ред Харрикейнз» и сборной Новой Зеландии по регби. Играет на позиции скрам-хава. Перенара рекордсмен Харрикейнз по количеству матчей, проведённых за команду в Супер Регби. За сборную Новой Зеландии дебютировал в 2014 году, став 1132-м игроком All Blacks за всю историю. Чемпион мира по регби 2015 года и бронзовый призёр Кубка мира 2019 года.

## Карьера
Перенара дебютировал в Супер Регби за Харрикейнз 10 марта 2012 года в матче против Вестерн Форс. Игра закончилась со счётом 46-19 в пользу новозеландцев, а Перенара занёс три попытки и быстро заработал место в стартовом составе своего клуба.
В 2013 году получил вызов в национальную сборную для участия в Регби Чемпионшип, однако на поле так и не вышел. Дебют Перенары за All Blacks состоялся в 2014 году в матче со сборной Англии. Первые очки за команду набрал в матче против сборной Аргентины В том же году впервые появился в стартовом составе All Blacks в игре со сборной США.
В 2015 году занял второе место по количеству попыток (11) в сезоне Супер Регби в составе Харрикейнз и заслужил место в заявке сборной Новой Зеландии на Кубок мира по регби 2015, сыграв там в двух матчах, в том числе в стартовом составе в игре против Намибии
После ухода Конрада Смита Перенара был назначен вице-капитаном ураганов. В 2016 году из-за травмы Дэна Коулза выводил команду в качестве капитана,  в том числе в полуфинальном матче  против Чифс. В том же сезоне стал чемпионом Супер Регби в составе Харрикейнз.
В 2016 году не был включён в состав All Blacks для игр в Регби Чемпионшип, однако из-за травмы Тавера Керр-Барлоу получил вызов, однако поначалу не попадал в состав сборной. По ходу турнира Аарон Смит показывал плохое качество игры, вследствие чего Перенара получил место в стартовом составе в игре против Аргентины. Всего за сезон Регби Чемпионшип 2016 года Перенара занёс 4 попытки. В том же сезоне впервые стал запевалой хаки.
В конце 2016 года Ти Джей Перенара был признан лучшим скрам-хавом Новой Зеландии.
В сезоне Супер Регби 2017 года Перенара выводил ураганов на поле в качестве капитана начиная с третьего тура из-за того, что действующий капитан Дэн Коулз получил сотрясение мозга и выбыл из состава команды до стадии плей-офф. Коулз вернулся в состав команды лишь к полуфинальной игре с Лайонз. В той игре Перенара занёс первую попытку, однако это не помогло ураганам третий год подряд выйти в финал турнира. Перенара в этом сезоне стал лучшим бомбардиром в истории Супер Регби среди скрам-хавов по количеству попыток (44).
Успехи Перенары в Супер Регби не позволили застолбить за собой место в основе All Blacks на летние тесты и турне Британских и ирландских львов. В трёх матчах между All Blacks и Львами Перенара появлялся на поле лишь в концовках матчей и результативными действиями не отметился.
После очередной травмы Дэна Коулза ожидалось, что Ти Джей Перенара станет постоянным капитаном Харрикейнз, но эту должность в команде занял фланкёр Брэд Шилдс. В сезоне Супер Регби 2018 года Перенара отметился шестью попытками, и получил звание "Лучший игрок матча" в четвертьфинале против Чифс.
В 2018 году Перенару вызвали на летние тесты. В игре с Францией получил первую жёлтую карточку в карьере.
Впервые за 8 матчей Перенара оказался в стартовом составе All Blacks в игре с Аргентиной в рамках Регби Чемпионшип и занёс 2 попытки. В ответной игре с Аргентиной Перенара вновь вышел в старте, но результативными действиями не отметился.
Следующую свою попытку Перенара занёс в матче с Италией, который закончился победой All Blacks 66-3.
Сезон Супер Регби 2019 года Перенара вновь начал в качестве вице-капитана, подменяя в случаях травм Дэна Коулза. Харрикейнз второй год подряд остановился на стадии полуфинала, уступив Крусейдерс 26-30, а Перенара занёс последнюю попытку в матче. По итогам сезона Ти Джей Перенара был признан самым ценным игроком сезона в составе Харрикейнз.
За сборную в 2019 году Перенара сыграл девять матчей, в том числе 5 на Кубке мира по регби 2019. Попытка Перенары в игре Кубка мира с Намибией была признана лучшей в 2019 году.
С 2021 года играет в японской Топ-Лиге за «НТТ Докомо Ред Харрикейнз».

## Статистика выступлений

##### Клубная карьера[8]
| Сезон             | Команда           | Турнир            | Игры | Очки |
| ----------------- | ----------------- | ----------------- | ---- | ---- |
| 2011              | Веллингтон        | ITM Cup           | 2    | 5    |
| 2012              | Веллингтон        | ITM Cup           | 9    | 0    |
| 2012              | Харрикейнз        | Супер Регби       | 13   | 35   |
| 2013              | Харрикейнз        | Супер Регби       | 16   | 35   |
| 2014              | Веллингтон        | ITM Cup           | 2    | 5    |
| 2014              | Харрикейнз        | Супер Регби       | 16   | 25   |
| 2015              | Веллингтон        | ITM Cup           | 2    | 5    |
| 2015              | Харрикейнз        | Супер Регби       | 16   | 55   |
| 2016              | Харрикейнз        | Супер Регби       | 18   | 35   |
| 2017              | Харрикейнз        | Супер Регби       | 17   | 35   |
| 2018              | Харрикейнз        | Супер Регби       | 15   | 20   |
| 2019              | Веллингтон        | Mitre10           | 1    | 0    |
| 2019              | Харрикейнз        | Супер Регби       | 16   | 30   |
| 2020              | Харрикейнз        | Супер Регби       | 6    | 5    |
| Всего Mitre10     | Всего Mitre10     | Всего Mitre10     | 16   | 15   |
| Всего Супер Регби | Всего Супер Регби | Всего Супер Регби | 133  | 275  |

##### Международная карьера
| Сезон                  | Турнир                 | Игры | Очки |
| ---------------------- | ---------------------- | ---- | ---- |
| 13/14                  | Тестовые матчи         | 3    | 0    |
| 14/15                  | Тестовые матчи         | 5    | 0    |
| 14/15                  | Регби Чемпионшип       | 3    | 5    |
| 15/16                  | Кубок мира 2015        | 2    | 0    |
| 15/16                  | Тестовые матчи         | 3    | 0    |
| 15/16                  | Регби Чемпионшип       | 3    | 0    |
| 16/17                  | Тестовые матчи         | 8    | 15   |
| 16/17                  | Регби Чемпионшип       | 6    | 20   |
| 17/18                  | Тестовые матчи         | 7    | 0    |
| 17/18                  | Регби Чемпионшип       | 5    | 0    |
| 18/19                  | Тестовые матчи         | 4    | 5    |
| 18/19                  | Регби Чемпионшип       | 6    | 10   |
| Итого Тестовые матчи   | Итого Тестовые матчи   | 32   | 25   |
| Итого Регби Чемпионшип | Итого Регби Чемпионшип | 25   | 35   |